# Discografia di Estelle
La discografia di Estelle, cantautrice britannica, comprende cinque album in studio, cinque EP e 44 singoli, di cui diciotto in collaborazione con altri artisti.

## Album in studio
| Anno | Titolo | Posizione massima | Posizione massima | Posizione massima | Posizione massima | Posizione massima | Posizione massima | Posizione massima | Certificazioni |
| Anno | Titolo | UK                | FRA               | GER               | IRE               | NLD               | SWI               | US                | Certificazioni |
| ---- | --- | ----------------- | ----------------- | ----------------- | ----------------- | ----------------- | ----------------- | ----------------- | -------------- |
| 2004 | The 18th Day - Pubblicato: 18 ottobre 2004 - Etichetta: V2 Records - Formati: CD, download digitale                           | 35                | —                 | —                 | —                 | —                 | —                 |                   |                |
| 2008 | Shine - Pubblicato: 31 marzo 2008 - Etichetta: Atlantic Records - Formati: CD, download digitale                              | 6                 | 18                | 29                | 46                | 53                | 29                | 38                | - UK: Oro      |
| 2012 | All of Me - Pubblicato: 28 febbraio 2012 - Etichetta: Atlantic Records - Formati: CD, download digitale                       | —                 | —                 | —                 | —                 | —                 | —                 | 28                |                |
| 2015 | True Romance - Pubblicato: 17 febbraio 2015 - Etichetta: Established 1980 Records - Formati: CD, download digitale            | —                 | —                 | —                 | —                 | —                 | —                 | —                 |                |
| 2018 | Lovers Rock - Pubblicato: 7 settembre 2018 - Etichetta: VP Records, Established 1980 Records - Formati: CD, download digitale | —                 | —                 | —                 | —                 | —                 | —                 | —                 |                |

## Extended play
| Anno | Titolo e dettagli |
| ---- | --- |
| 2008 | iTunes Live: London Sessions - Pubblicato: 4 marzo 2008 - Etichetta: Atlantic Records - Formati: download digitale                                 |
| 2008 | Estelle Live @ LiveDEMO Berlin - Pubblicato: 13 giugno 2008 - Etichetta: Atlantic Records - Formati: download digitale                             |
| 2013 | Love & Happiness, Vol. 1 - Pubblicato: 17 giugno 2013 - Etichetta: 1980 Records/BMG - Formati: download digitale                                   |
| 2013 | Love & Happiness, Vol. 2: Waiting to Exhale - Pubblicato: 26 settembre 2013 - Etichetta: 1980 Records/BMG - Formati: download digitale             |
| 2014 | Love & Happiness, Vol. 3: How Stella Got Her Groove Back - Pubblicato: 20 febbraio 2014 - Etichetta: 1980 Records/BMG - Formati: download digitale |

## Singoli

### Come artista principale
| Anno                                                                                          | Titolo                                         | Posizione massima | Posizione massima | Posizione massima | Posizione massima | Posizione massima | Posizione massima | Posizione massima | Posizione massima | Posizione massima | Posizione massima | Album                                           |
| Anno                                                                                          | Titolo                                         | UK                | AUS               | CAN               | FRA               | GER               | IRE               | NLD               | NZ                | SWI               | US                | Album                                           |
| --------------------------------------------------------------------------------------------- | ---------------------------------------------- | ----------------- | ----------------- | ----------------- | ----------------- | ----------------- | ----------------- | ----------------- | ----------------- | ----------------- | ----------------- | ----------------------------------------------- |
| 2004                                                                                          | 1980                                           | 14                | 36                | —                 | —                 | —                 | —                 | —                 | —                 | —                 | —                 | The 18th Day                                    |
| 2004                                                                                          | Free                                           | 15                | 49                | —                 | —                 | —                 | 50                | —                 | —                 | —                 | —                 | The 18th Day                                    |
| 2005                                                                                          | Go Gone                                        | 32                | —                 | —                 | —                 | —                 | —                 | —                 | —                 | —                 | —                 | The 18th Day                                    |
| 2007                                                                                          | Wait a Minute (Just a Touch) (feat. Will.i.am) | —                 | —                 | —                 | —                 | —                 | —                 | —                 | —                 | —                 | —                 | Shine                                           |
| 2008                                                                                          | American Boy (feat. Kanye West)                | 1                 | 3                 | 9                 | 3                 | 5                 | 2                 | 6                 | 5                 | 5                 | 9                 | Shine                                           |
| 2008                                                                                          | No Substitute Love                             | 30                | —                 | —                 | —                 | —                 | —                 | —                 | —                 | —                 | —                 | Shine                                           |
| 2008                                                                                          | Pretty Please (Love Me) (feat. Cee Lo Green)   | 103               | —                 | —                 | —                 | —                 | —                 | —                 | —                 | —                 | —                 | Shine                                           |
| 2008                                                                                          | Come Over (feat. Sean Paul)                    | —                 | —                 | —                 | —                 | 62                | —                 | —                 | —                 | —                 | —                 | Shine                                           |
| 2010                                                                                          | Freak (feat. Kardinal Offishall)               | 103               | —                 | 83                | —                 | —                 | —                 | —                 | —                 | —                 | —                 | All of Me                                       |
| 2010                                                                                          | Fall in Love (feat. Nas o John Legend)         | —                 | —                 | —                 | —                 | —                 | —                 | —                 | —                 | —                 | —                 | All of Me                                       |
| 2011                                                                                          | Break My Heart (feat. Rick Ross)               | —                 | —                 | —                 | —                 | —                 | —                 | —                 | —                 | —                 | —                 | All of Me                                       |
| 2011                                                                                          | Thank You                                      | —                 | —                 | —                 | —                 | —                 | —                 | —                 | —                 | —                 | 100               | All of Me                                       |
| 2011                                                                                          | Back to Love                                   | —                 | —                 | —                 | —                 | —                 | 57                | —                 | —                 | —                 | —                 | All of Me                                       |
| 2012                                                                                          | Wonderful Life                                 | —                 | —                 | —                 | —                 | —                 | 58                | —                 | —                 | —                 | —                 | All of Me                                       |
| 2013                                                                                          | Call These Boys                                | —                 | —                 | —                 | —                 | —                 | —                 | —                 | —                 | —                 | —                 | Love & Happiness, Vol. 1: Love Jones            |
| 2014                                                                                          | Make Her Say (Beat It Up)                      | —                 | —                 | —                 | —                 | —                 | —                 | —                 | —                 | —                 | —                 | True Romance                                    |
| 2014                                                                                          | Conqueror (solo o feat. Jussie Smollett)       | —                 | —                 | —                 | 157               | 87                | —                 | —                 | —                 | —                 | 42                | True Romance                                    |
| 2017                                                                                          | Dangerous (con Jussie Smollett)                | —                 | —                 | —                 | —                 | —                 | —                 | —                 | —                 | —                 | —                 | N.D.                                            |
| 2017                                                                                          | Woman's World                                  | —                 | —                 | —                 | —                 | —                 | —                 | —                 | —                 | —                 | —                 | 7-Inches for Planned Parenthood                 |
| 2017                                                                                          | Love Like Ours (feat. Tarrus Riley)            | —                 | —                 | —                 | —                 | —                 | —                 | —                 | —                 | —                 | —                 | Lovers Rock                                     |
| 2018                                                                                          | Better                                         | —                 | —                 | —                 | —                 | —                 | —                 | —                 | —                 | —                 | —                 | Lovers Rock                                     |
| 2019                                                                                          | So Easy (feat. Luke James)                     | —                 | —                 | —                 | —                 | —                 | —                 | —                 | —                 | —                 | —                 | Lovers Rock                                     |
| 2019                                                                                          | True Kinda Love (con Zach Callison)            | —                 | —                 | —                 | —                 | —                 | —                 | —                 | —                 | —                 | —                 | Steven Universe the Movie (Original Soundtrack) |
| 2020                                                                                          | Set Me on Fire                                 | —                 | —                 | —                 | —                 | —                 | —                 | —                 | —                 | —                 | —                 | N.D.                                            |
| "—" indica che l'opera non si è classificata o che non è stata pubblicata in quel territorio. |                                                |                   |                   |                   |                   |                   |                   |                   |                   |                   |                   |                                                 |

### Come artista ospite
| Anno | Titolo                                                         | Posizione massima | Posizione massima | Posizione massima | Posizione massima | Posizione massima | Posizione massima | Posizione massima | Album                                      |
| Anno | Titolo                                                         | UK                | AUS               | FRA               | GER               | IRE               | NLD               | SWI               | Album                                      |
| ---- | -------------------------------------------------------------- | ----------------- | ----------------- | ----------------- | ----------------- | ----------------- | ----------------- | ----------------- | ------------------------------------------ |
| 2002 | Trixstar (Blak Twang feat. Estelle)                            | 54                | —                 | —                 | —                 | —                 | —                 | —                 | Kik Off                                    |
| 2005 | Outspoken Part 1 (Ben Watt feat. Estelle)                      | 74                | —                 | —                 | —                 | —                 | —                 | —                 | N.D.                                       |
| 2005 | Why Go? (Faithless feat. Estelle)                              | 49                | —                 | —                 | —                 | —                 | —                 | —                 | Forever Faithless - The Greatest Hits      |
| 2008 | Guilty as Charged (Gym Class Heroes feat. Estelle)             | —                 | —                 | —                 | —                 | —                 | —                 | —                 | The Quilt                                  |
| 2009 | World Go Round (Busta Rhymes feat. Estelle)                    | 66                | —                 | 23                | —                 | —                 | 25                | —                 | Back on My B.S.                            |
| 2009 | One Love (David Guetta feat. Estelle)                          | 46                | 36                | —                 | 18                | —                 | 19                | 48                | One Love                                   |
| 2010 | Rollacoasta (Robin Thicke feat. Estelle)                       | —                 | —                 | —                 | —                 | —                 | —                 | —                 | Sex Therapy                                |
| 2010 | Midnight Hour (Reflection Eternal feat. Estelle)               | —                 | —                 | —                 | —                 | —                 | —                 | —                 | Reflection Eternal: Revolutions Per Minute |
| 2013 | W Dot (Glamma Kid feat. Estelle)                               | —                 | —                 | —                 | —                 | —                 | —                 | —                 | N.D.                                       |
| 2014 | The Show Begins (Cam'ron feat. Estelle)                        | —                 | —                 | —                 | —                 | —                 | —                 | —                 | N.D.                                       |
| 2015 | Bright Lights (DJ Vice feat. Estelle)                          | —                 | —                 | —                 | —                 | —                 | —                 | —                 | N.D.                                       |
| 2015 | The Night (3LAU e Nom De Strip feat. Estelle)                  | —                 | —                 | —                 | —                 | —                 | —                 | —                 | N.D.                                       |
| 2015 | She Told Me (Nomis feat. Estelle)                              | —                 | —                 | —                 | —                 | —                 | —                 | —                 | N.D.                                       |
| 2017 | Everybody's Hero (Sampa the Great feat. Estelle)               | —                 | —                 | —                 | —                 | —                 | —                 | —                 | HERoes Act 2                               |
| 2017 | The Plug (Sampa the Great feat. Estelle)                       | —                 | —                 | —                 | —                 | —                 | —                 | —                 | HERoes Act 2                               |
| 2017 | Paved with Gold (Sampa the Great feat. Estelle)                | —                 | —                 | —                 | —                 | —                 | —                 | —                 | HERoes Act 2                               |
| 2019 | Passion (Love Device feat. Estelle)                            | —                 | —                 | —                 | —                 | —                 | —                 | —                 | N.D.                                       |
| 2019 | Passion (Maxi Priest feat. Estelle, Anthony Hamilton e Shaggy) | —                 | —                 | —                 | —                 | —                 | —                 | —                 | It All Comes Back to Love                  |